# ペンタトリアコンタン
ペンタトリアコンタン (pentatriacontane) とは、直鎖状のアルカンの1種。炭素原子が35個、分岐することなく一列に連なっている。分子式は C35H72。